# Рудрасимха III
Рудрасимха III — последний правитель древнеиндийского государства Западных Кшатрапов.

## Биография
Во второй половине IV века некогда могущественное государство Западных Кшатрапов, ослабленное внутренними и внешними проблемами, пришло к своему окончательному упадку. После упорной борьбы энергичный повелитель империи Гуптов Чандрагупта II покорил сакское царство. Последний его правитель Рудрасимха III был низвержен.
В пьесе древнеиндийского поэта и драматурга Вишакхадатты Девичандрагупта, дошедшей до нашего времени в фрагментах, рассказывается, как старший брат Чандрагупты Рамагупта предпринял военную кампанию против саков, однако потерпел поражение от Рудрасимхи, потребовавшего выдачи заложников. Чандрагупта со своими приближёнными, переодевшись в женское платье, сумел проникнуть к Рудрасимхе и убить его, после чего расправился и со своим братом.
Данные нумизматики и эпиграфики, хоть и не содержащие подробного описания хода событий, подтверждают факт покорения гуптами сакского государства. Так в начале V века на этих землях вводятся в оборот монеты Чандрагупты, имитирующие прежние кшатрапские.